# Dicranotropis muiri
Dicranotropis muiri är en insektsart som beskrevs av George Willis Kirkaldy 1907. Dicranotropis muiri ingår i släktet Dicranotropis och familjen sporrstritar. Inga underarter finns listade i Catalogue of Life.